# Lodowiec Zawadzkiego
Lodowiec Zawadzkiego (norw. Zawadzkibreen) – lodowiec na południowym Spitsbergenie, na południe od lodowca Penckbreen. Był to pierwszy lodowiec odkryty przez Polaków na Spitsbergenie. Nazwany został w 1954 roku przez Norweski Instytut Polarny na cześć polskiego fotogrametry Antoniego Rogali Zawadzkiego, uczestnika wyprawy naukowej z 1934 roku, która badała ten rejon.